# Crayford
Crayford – miasto Londynu, leżąca w gminie London Borough of Bexley. W 2011 miasto liczyło 11226 mieszkańców. Crayford jest wspomniana w Domesday Book (1086) jako Erhede.